# Bruno Pires
Bruno Batista Pereira Pires, noto semplicemente come Bruno Pires (Osvaldo Cruz, 12 maggio 1992), è un calciatore brasiliano, difensore svincolato.

## Caratteristiche tecniche
È un difensore centrale.

## Carriera
È cresciuto nel settore giovanile dell'Athl. Paranaense.
Ha esordito fra i professionisti il 24 gennaio 2013 disputando con l'União Barbarense l'incontro del Campionato Paulista vinto 2-1 contro il Mirassol.